# Leandro Evangelisti
Leandro Nicolás Evangelisti (Bahía Blanca, provincia de Buenos Aires, Argentina; 25 de enero de 1982) es un exfutbolista argentino. Jugaba como arquero y su primer equipo fue Estudiantes de La Plata.

## Clubes
| Club                         | País      | Año       |
| ---------------------------- | --------- | --------- |
| Estudiantes de La Plata      | Argentina | 2001-2003 |
| Quilmes                      | Argentina | 2003-2005 |
| Unión de Santa Fe            | Argentina | 2005-2006 |
| Villa del Parque de Necochea | Argentina | 2006-2007 |
| San Telmo                    | Argentina | 2007-2008 |
| Desamparados de San Juan     | Argentina | 2008-2009 |
| San Miguel                   | Argentina | 2009      |
| Alvarado de Mar del Plata    | Argentina | 2010-2011 |
| San Telmo                    | Argentina | 2011-2012 |
| Alvarado de Mar del Plata    | Argentina | 2012-2013 |
| San Telmo                    | Argentina | 2013-2014 |
| Trinidad de San Juan         | Argentina | 2014      |
| Sarmiento de Resistencia     | Argentina | 2015      |
| Desamparados de San Juan     | Argentina | 2015      |
| Sansinena                    | Argentina | 2016      |
| Deportivo Camioneros         | Argentina | 2016-2019 |
| Mons Calpe                   | Gibraltar | 2019-2020 |

## Palmarés
| Título               | Club                 | País      | Año  |
| -------------------- | -------------------- | --------- | ---- |
| Ascenso al Federal A | Deportivo Camioneros | Argentina | 2017 |